# Metagylla miroides
Metagylla miroides är en fjärilsart som beskrevs av George Francis Hampson 1907. Metagylla miroides ingår i släktet Metagylla och familjen björnspinnare. Inga underarter finns listade i Catalogue of Life.